# Fiat 500 Topolino
Модель Fiat 500, більш відома під назвою Topolino (вимовляється як [topoˈliːno]; «мишка», італійська назва Міккі-Мауса) випускалася італійською компанією Fiat з 1936 по 1955 рік.

## Історія виробництва

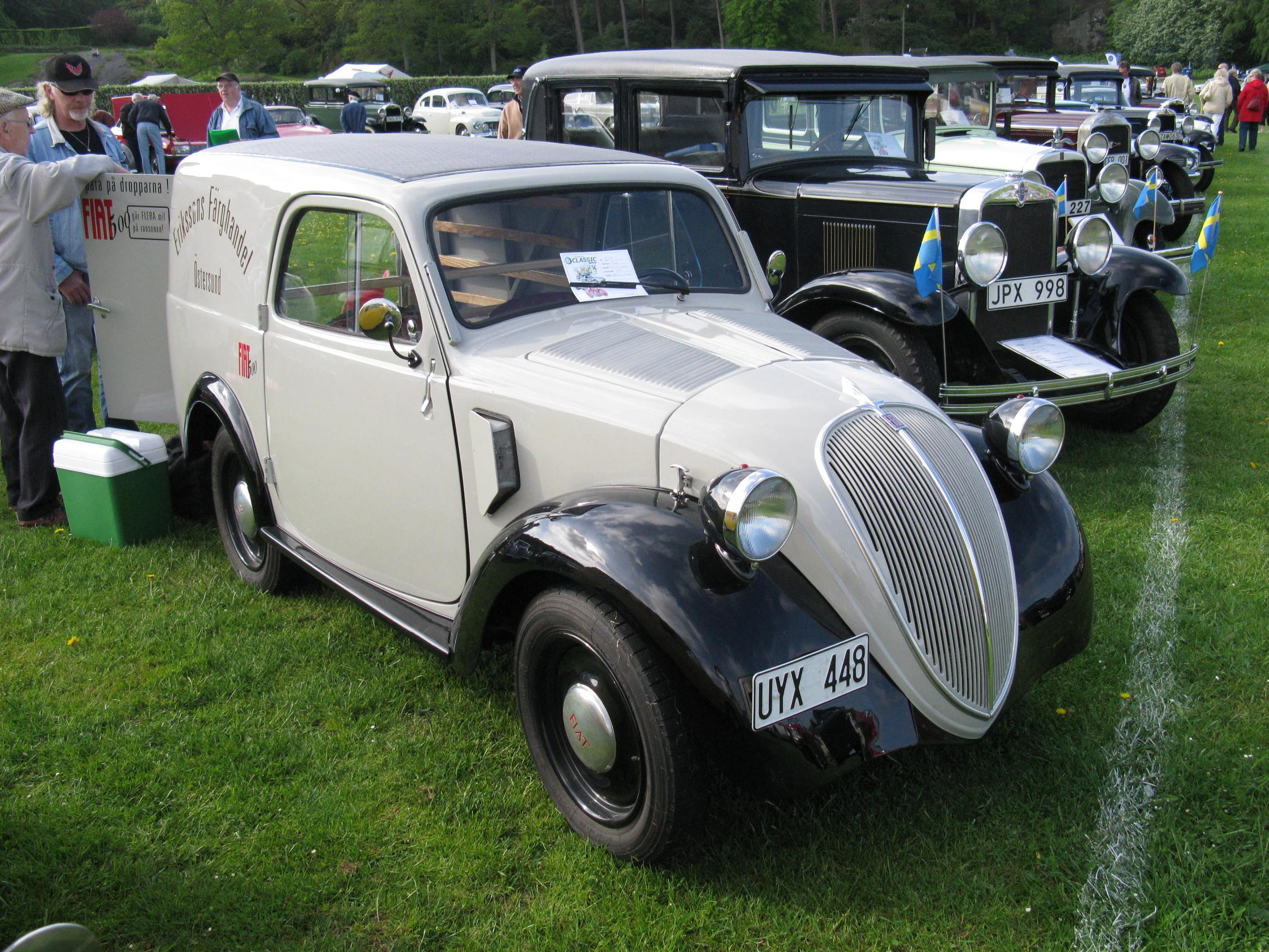
Fiat 500B Topolino

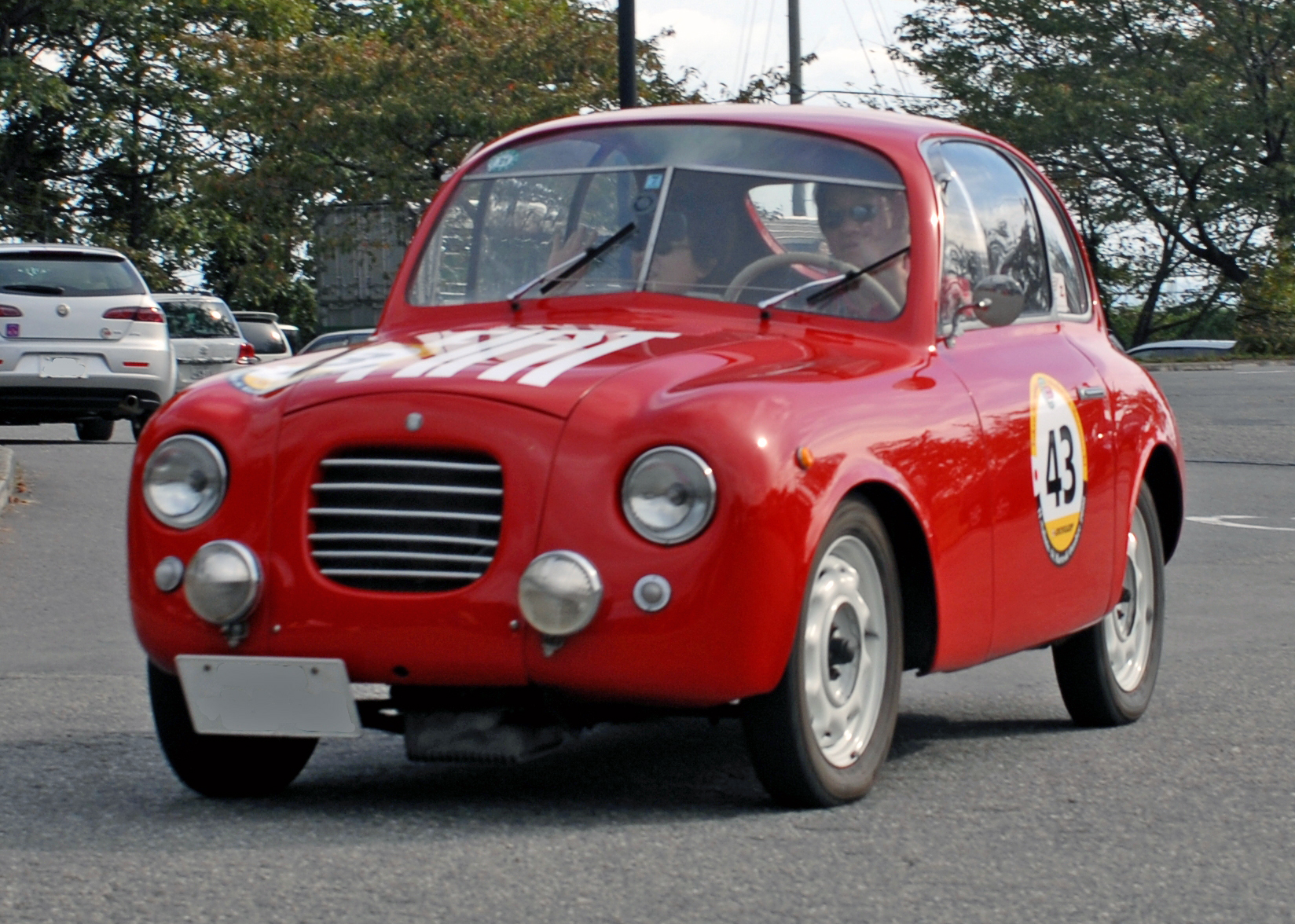
Fiat 500 Zagato Panoramica

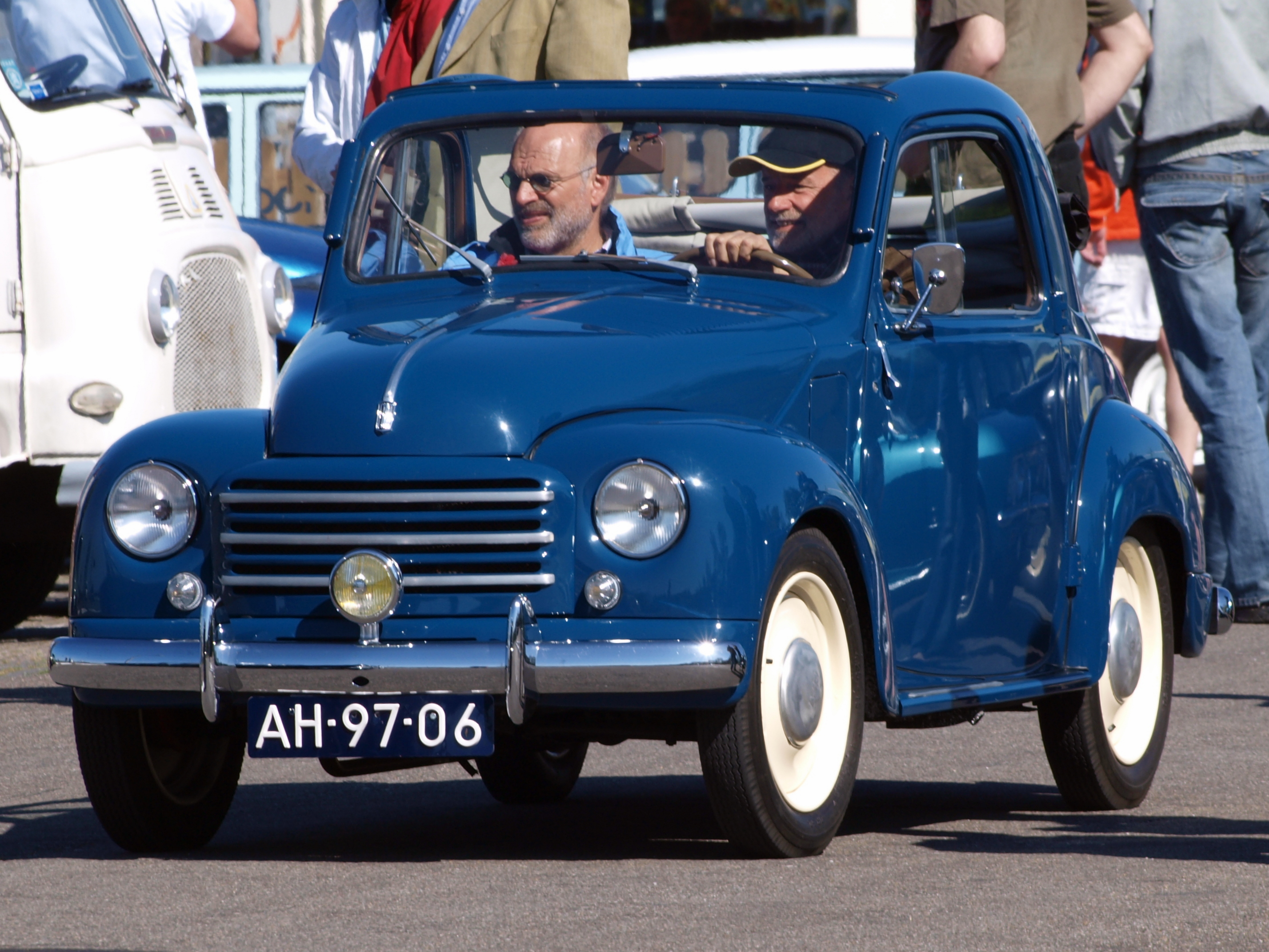
Fiat 500C Topolino 1952

Topolino був одним із наймініатюрніших автомобілів в світі в свій час. Запущений у виробництво в 1937 році, три модифікації вироблялися до 1955 практично без змін. Автомобіль поставлявся з чотирициліндровим двигуном, об'ємом 569 см3 з водяним охолодженням, змонтованим на передній осі. Радіатор був розташований позаду двигуна, і за рахунок цього вдалося відчутно «скосити» передню частину автомобіля. Це давало відмінний огляд для водія. 
Задня підвіска складалася з чверть-еліптичних ресор, однак були відзначені випадки коли власники садили 4 і 5 пасажирів в цю двомісну машину і в більш пізніх модифікаціях шасі було подовжене, що дозволило використовувати в підвісці напівеліптичні ресори .
Максимальна швидкість автомобіля становила 85 км/год, витрата палива була близько 6 літрів на 100 км. Ціна на автомобіль була запланована близько 5,000 лір , але до фактичного початку продажів вона склала 9,750 лір . Однак у зв'язку з падінням цін, машина пізніше стала продаватися за ціною близько 8,900 лір. Незважаючи на те що ціна сильно зросла від запланованої, машина була дуже конкурентоспроможною .
Всього було продано близько 520 000 автомобілів.
У 1955 році у виробництво було запущено задньопривідний Fiat 600, який послужив основою для виробництва нового покоління автомобілів Fiat 500, який, досить часто, помилково вважають єдиною з 500-ю моделлю Fiat.

## Двигун
- 569 см3 I4 13 / 16,5 к.с.